# Glanzparadieskrähe
Die Glanzparadieskrähe (Manucodia ater), auch Schwarze Manukode oder Glanz-Manucodia genannt, ist eine krähenähnlich aussehende Vogelart aus der Familie der Paradiesvögel (Paradisaeidae). Sie kommt auf Neuguinea und den angrenzenden Inseln vor. Bei Feldbeobachtungen ist die Glanzparadieskrähe nur sehr schwer von der Kräusel-Manucodia oder der Jobiparadieskrähe zu unterscheiden. Wie andere Angehörige ihrer Gattung gehört die Glanzparadieskrähe zu den wenigen monogamen Arten der Paradiesvögel. Sie ist gleichzeitig der erste Paradiesvogel, den mit René-Primevère Lesson ein Europäer in freier Wildbahn beobachtete.
Die Bestandssituation der Glanzparadieskrähe wird von der IUCN als nicht gefährdet (least concern) eingestuft. Es werden zwei Unterarten unterschieden.

## Beschreibung

### Körperbau und -maße
Die Glanzparadieskrähe ist innerhalb der Gattung der Manukoden ein vergleichsweise großer Paradiesvogel mit einem gestuften Schwanzgefieder. Der Kopf ist im Vergleich zum Körper klein, der Schwanz dagegen lang.
Sie erreicht eine Körperlänge von bis zu 42 Zentimeter, davon entfallen beim Männchen zwischen 13,3 und 17 Zentimeter und beim Weibchen zwischen 12,7 und 16,6 Zentimeter auf die Steuerfedern. Der Schnabel hat eine Länge von 3,4 bis 4,5 Zentimeter. Die Männchen wiegen zwischen 170 und 315 Gramm, die Weibchen sind mit 155 bis 252 Gramm etwas leichter. Die Geschlechter unterscheiden sich nur geringfügig. Die Weibchen sind gewöhnlich etwas kleiner als die Männchen und erreichen eine Körperlänge zwischen 33 und 37 Zentimeter. Ihr Gefieder hat einen mehr metallisch grünlich als metallisch violetten Glanz.

### Erscheinungsbild
Der Kopf, der Hals und der Nacken sind blauschwarz mit einem blaugrünlichen Schimmer auf den Federspitzen. Die Federn oberhalb des Auges sind auffällig dicht, aber nicht stark verlängert wie beim Krähenparadiesvogel. Auf Kinn und Kehle bilden die metallisch glänzenden Federspitzen ein umgekehrtes V. Der Mantel, der Rücken, Bürzel, die Flügeldecken und die Oberseite des Schwanzgefieder sind blauschwarz mit einem sehr intensiven dunkelblauen bis violettem Glanz. Unter bestimmten Lichtverhältnissen kann das Schwanzgefieder sogar schwärzlich quergestreift wirken.
Das Brustgefieder ist blauschwarz mit einem blaugrünen Schimmer, der auf dem Bauch und der Schwanzunterseite an Intensität zunimmt. Die Arm- und Handschwingen sind schwarzbraun bis schwärzlich. Der Schnabel ist schwarz, die Beine und Füße sind gleichfalls schwarz, die Iris ist blutrot.

## Verbreitungsgebiet und Lebensraum

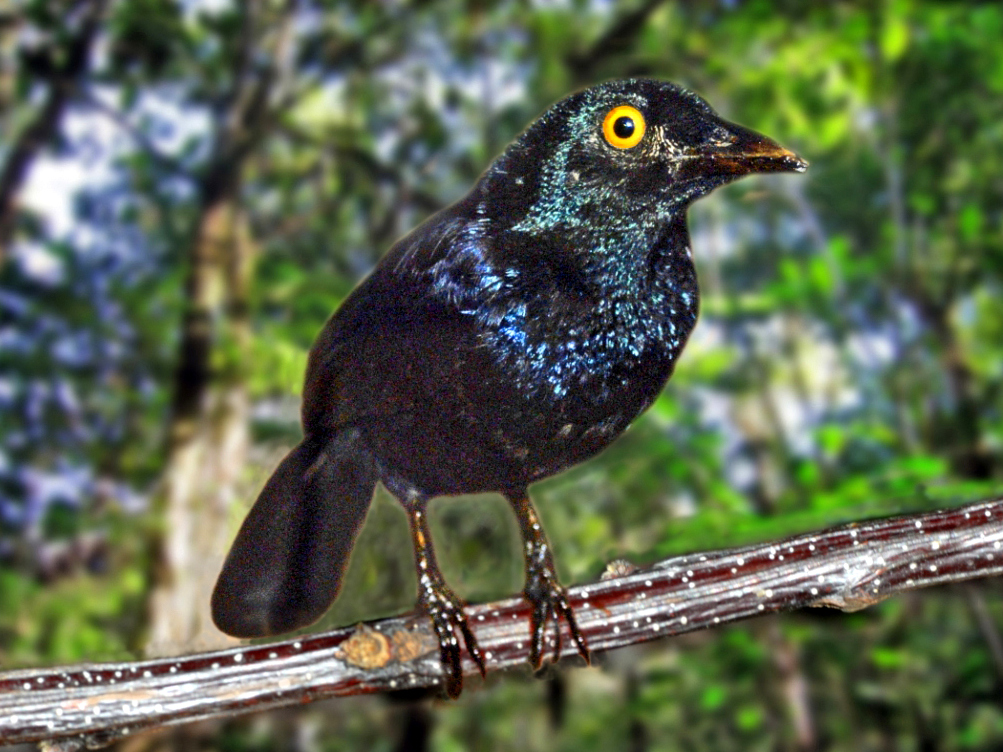
Ausgestopfte Glanzparadieskrähe, die den namensgebenden Glanz zeigt

Die Glanzparadieskrähe kommt in den Tiefebenen von Neuguinea sowie auf Inseln vor, die an Neuguinea angrenzen. Die einzelnen Unterarten haben folgendes Verbreitungsgebiet:
- M. a. ater (Lesson, 1830) – Festland von Neuguinea mit einer disjunkten Verbreitung vom Vogelkop bis zur Huon-Halbinsel und dem Fluss Purari in der südlichen Hälfte von Neuguinea.
- M. a. subalter Rothschild & E. J. O. Hartert, 1929 – Inseln, die im Westen an die Küste Neuguineas angrenzen (Gebe, Waigeo, Gam, Batanta, Salawati, Misool) sowie die Aru-Inseln und die südöstliche Halbinsel von Neuguinea sowie der Süden von Neuguinea bis in den Nordosten des Golf von Papua
- M. a. alter Rothschild & E. J. O. Hartert, 1903 – Vorkommen auf Vanatinai, einer Insel vulkanischen Ursprungs im Südosten des Louisiade-Archipel, das südöstlich von Neuguinea liegt. Es ist möglich, dass M. a. alter sich schon soweit von den übrigen beiden Unterarten unterscheidet, dass ein Artstatus gerechtfertigt wäre.[5]

Der Lebensraum der Glanzparadieskrähe sind Regenwälder, Waldränder, Monsunwälder, Mangroven, Savannen und Gärten. Bruce Beehler et al. verweisen darauf, dass in vom Menschen überformten Lebensräumen die Glanzparadieskrähe die häufigste Art der Manukoden ist.

## Lebensweise und Nahrung
Die Glanzparadieskrähe lebt einzelgängerisch oder paarweise. Nur gelegentlich ist sie in kleinen Trupps oder mit anderen Singvogelarten vergesellschaftet. Zu den Vogelarten, mit denen sie gemeinsam beobachtet wurde, zählen Kleiner Paradiesvogel, Königs-Paradiesvogel, Glanzfleckdrongo (Dicrurus hottentotus), Grau-Dickkopf (Pachycephala simplex) und Ockerbrust-Honigfresser (Xanthotis flaviventer). Die Glanzparadieskrähe ist ein sehr aktiver Vogel, die nur selten länger an einer Stelle verharrt, sondern ruhelos im Blattwerk und Geäst von Bäumen nach Nahrung sucht. Das Nahrungsspektrum ist bislang wenig untersucht. Sie frisst Früchte und Insekten. Sie wurde jedoch auch schon dabei beobachtet, wie sie einen in einem Japannetz gefangenen Perlenflügel-Monarchen (Monarcha guttural) tötete und dessen Gehirn fraß.

## Fortpflanzung
Das Nest wird hoch oben in Bäumen gebaut. Der Neststandort sind lichter Regenwald, Waldrand oder der Randbereich von Lichtungen, aber auch Waldreste in Savannen, Die Glanzparadieskrähe brütet außerdem auch in Mangroven. Das Nest ist napfförmig. Beim Bau werden vor allem Teile von Schlingpflanzen verarbeitet. Ähnlich wie die Kräusel-Manucodia und der Krähenparadiesvogel verbaut die Glanzparadieskrähe aber in der Nestbasis auch verrottendes Holz. Die Nester haben einen Durchmesser von 24 bis 25 Zentimeter und sind rund 14 Zentimeter hoch.
Die Fortpflanzungsbiologie ist noch wenig erforscht. Bei dem einzigen genauer beobachteten Nest bestand das Gelege aus zwei Eiern. Es brütete nur das Weibchen. Es ist allerdings möglich, dass das Männchen empfindlicher als das Weibchen auf die Anwesenheit von Menschen in Nestnähe reagierte und das Weibchen deshalb nicht beim Brutgeschäft ablöste. Die Brutzeit beträgt zwischen 14 und 18 Tagen, was im Vergleich zu anderen Paradiesvögeln kurz ist. Die Nestlinge werden von beiden Elternvögeln gehudert und gefüttert. Die Nestlingszeit ist noch nicht untersucht, Nestlinge sind aber mindestens 19 Tage im Nest.

## Haltung
Glanzparadieskrähe werden nicht in Zoologischen Gärten gezeigt. Es gibt zwei bekannte Gefangenschaftshaltungen durch Privatperson aus dem Ende des 19. und zu Beginn des 20. Jahrhunderts. Um das Jahr 1935 hielt die New York Zoological Society außerdem eine Glanzparadieskrähe.